# Franz von Lisola
Franz Paul von Lisola, född 22 augusti 1613, död 19 december 1674, var en österrikisk friherre och diplomat.
Lisola var bördig från Franche-Comté, gick 1638 i österrikisk tjänst, bemödade sig på alla sätt att dra in kejsaren i den östeuropeiska konflikten och bidrog i hög grad till Österrikes deltagande i kriget mot Karl X Gustaf och bildandet av stora förbundet mot denne. Lisola verkade senare som sändebud hos sjömakterna för åstadkommande av ett stort förbund mot Ludvig XIV i jämviktens namn och lyckades slutligen 1673 åstadkomma en allians mellan Österrike, Spanien och Nederländerna. Lisolas rapproter 1655-60 utgavs av Alfred Francis Přibram i Archiv für österreichische Geschichte (1887).